# Nothronychus
Nothronychus é um gênero de dinossauro classificado no grupo Therizinosauridae. Era um terópode que possui um bico sem dentes, a estrutura da anca semelhantes à das aves (assemelhando-se aos não relacionados Ornithischia, um caso de evolução convergente) e patas com quatro dedos (com todos os dedos direccionados para a frente). A espécie-tipo deste dinossauro, denominada Nothronychus mckinleyi foi encontrada por James Kirkland e Douglas G. Wolfe, em 2001, perto da fronteira do Novo México com o Arizona. Tinha garras enormes tais como a therizinossauro. Suas garras supostamente eram usadas para a defesa.

## Descoberta

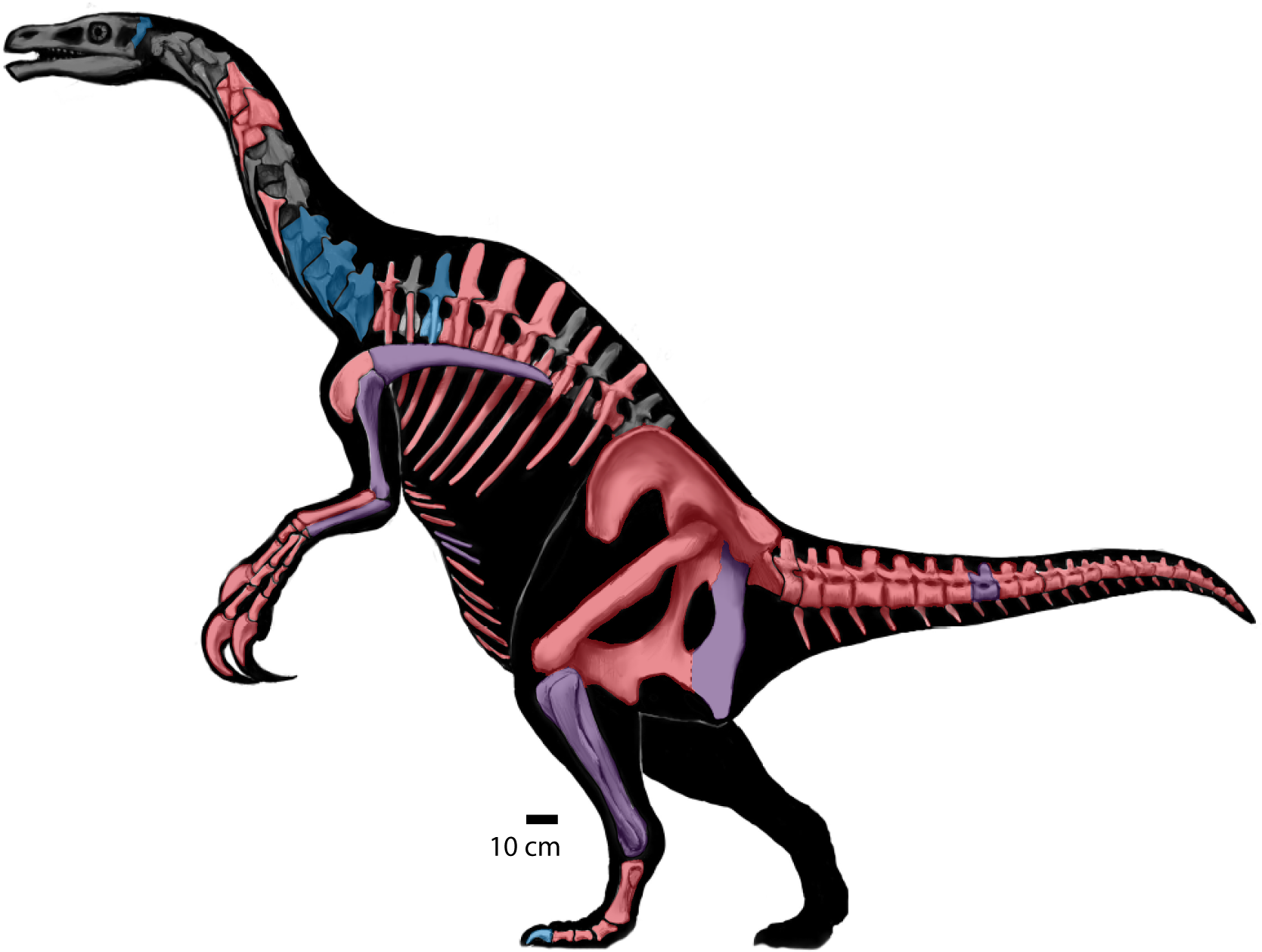
Elementos conhecidos de N. mckinleyi em azul, N. graffami em vermelho e ambas as espécies em roxo

A primeira evidência fóssil posteriormente atribuída a Nothronychus foi descoberta por uma equipe de paleontólogos que trabalhava na Bacia de Zuni, no Novo México, no local Haystack Butte, Formação Moreno Hill. Um ísquio (um osso do quadril) considerado típico do clado Therizinosauridae foi originalmente confundido com um osso esquamosal, uma parte da crista do crânio do recém-descoberto ceratopsiano Zuniceratops. No entanto, um exame mais detalhado revelou a verdadeira identidade do osso, e logo mais partes do esqueleto foram encontradas. A equipe do Novo México, liderada pelos paleontólogos Jim Kirkland e Doug Wolfe, publicou sua descoberta no Journal of Vertebrate Paleontology em 22 de agosto de 2001, tornando-o o espécime tipo da nova espécie Nothronychus mckinleyi. O jornal Arizona Republic, entretanto, foi o primeiro a anunciar o nome em 19 de junho de 2001, em uma coluna de R.E. Molnar. O nome genérico, Nothronychus, é derivado do grego νωθρός (nothros, que significa preguiçoso) e ὄνυξ (onyx, que significa garra). O nome específico, mckinleyi, homenageia o fazendeiro Bobby McKinley em cujas terras as descobertas fósseis foram feitas. O holótipo, espécime MSM P2106, consiste em fragmentos de crânio muito esparsos, uma caixa craniana, algumas vértebras e partes da cintura escapular, membros anteriores, pélvis e posteriores.

## Descrição

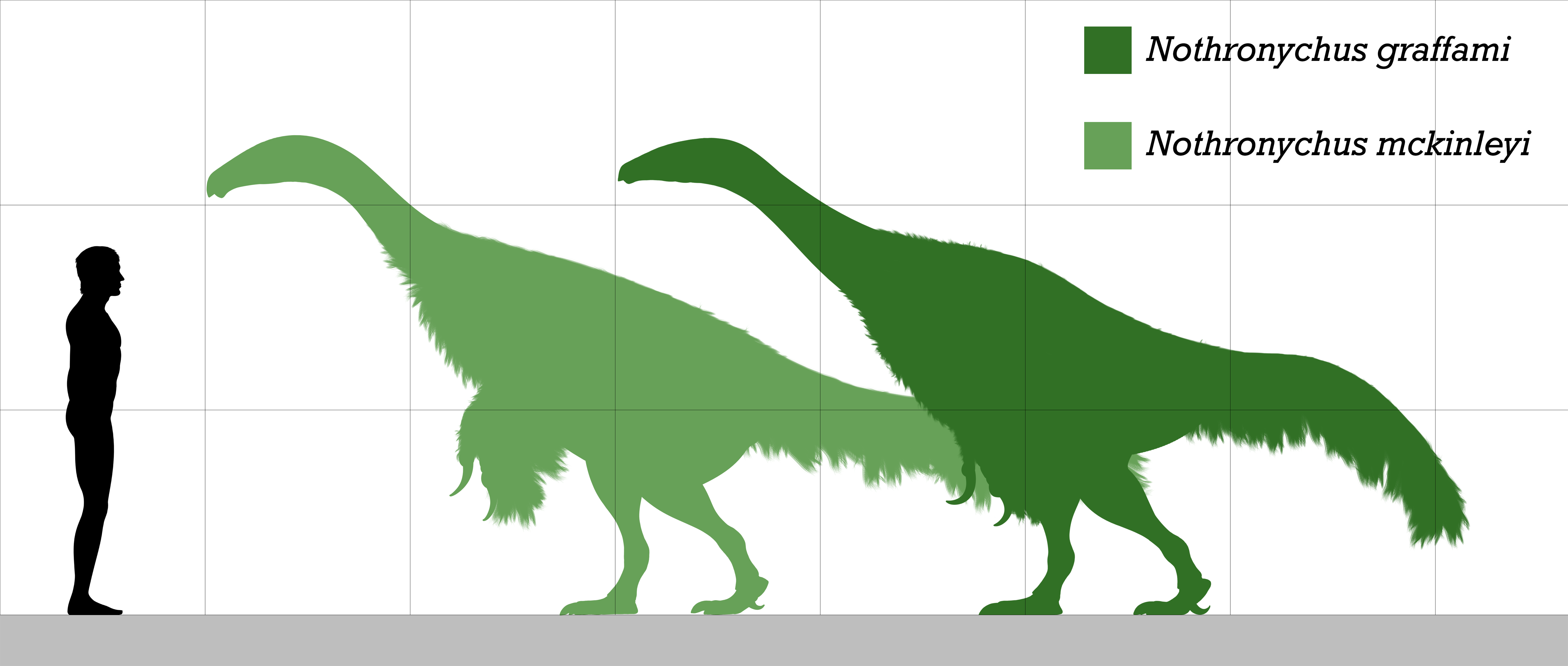
Comparação de tamanho entre N. mckinleyi e N. graffami

O gênero Nothronychus pode ser distinguido de outros taxóns de Therizinosauria com base no processo obturador distintamente subcircular; um forame obturador alongado em direção ao fundo; a área de contato entre o púbis e o ísquio está restrita à metade superior da projeção do obturador; corte profundo entre a faceta inferior do processo obturador e a diáfise isquiática frontal. Ambas as espécies, N. mckinleyi e N. graffami, eram semelhantes em tamanho com úmeros (de tamanho entre 41,5 e 42,4 centímetros, respectivamente) cobrindo 4,2 metros de comprimento e cerca de 800 kg de peso. Nothronychus eram animais pesados com grandes abdomens "barrigudos", pescoços longos e membros traseiros atarracados com pés de quatro dedos. Os braços eram relativamente grandes, com mãos hábeis equipadas com garras curvas de até 30 cm de comprimento e pontiagudas em seus dedos. Além disso, a cauda foi reduzida em comprimento, mas mais flexível. N. mckinleyi era diferente de N. graffami por ser um pouco menos robusto, bem como detalhes das vértebras da cauda, e uma ulna mais curvada (osso do braço).

## Classificação

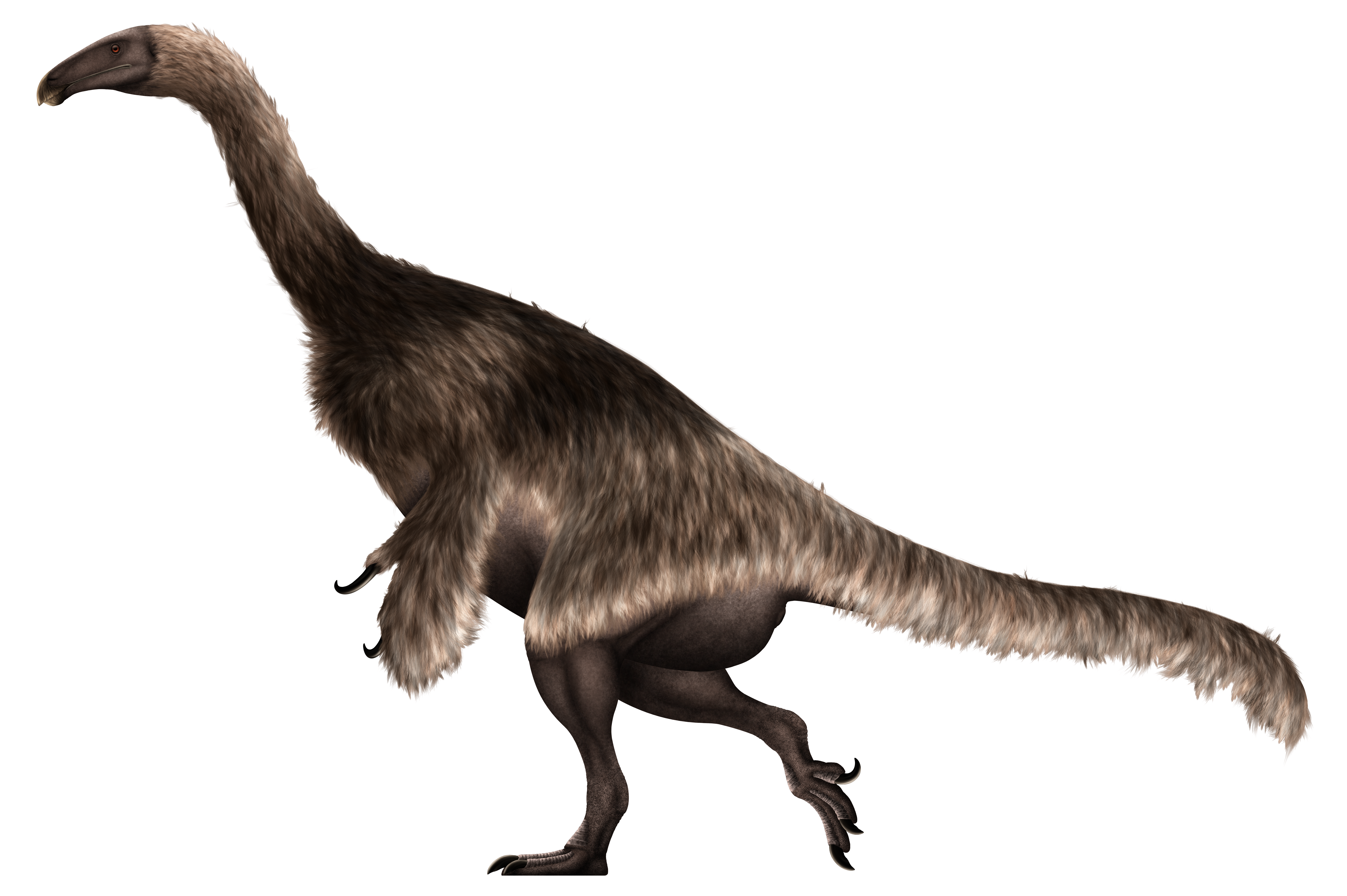
Reconstituição artística

Os Nothronychus eram membros dos Coelurosauria, o grupo de terópodes composto principalmente por dinossauros carnívoros. No entanto, mais especificamente, Nothronychus faz parte do subgrupo Maniraptora, terópodes que evoluíram para onívoros parciais e, no caso de Nothronychus e sua família, herbívoros. Nothronychus mckinleyi foi em 2001 atribuído aos Therizinosauridae devido às características derivadas do gênero. Em 2010, Lindsay E. Zanno realizou uma análise ampla e abrangente dos Therizinosauria. A análise cladística realizada considerou N. mckinleyi e N. graffami como um grupo irmão. A maioria dos dados fornecidos por Zanno foi usada por Hartman e colegas em 2019 durante uma extensa análise filogenética para os Coelurosauria. Nothronychus foi recuperado como um táxon terizinossaurídeo com ambas as espécies em posições derivadas. Abaixo estão os resultados obtidos para os Therizinosauridae:
|  | Neimongosaurus                                                   |
|  |                                                                  |
|  | \| \| Therizinosaurus \| \| \| \| \| \| Erliansaurus \| \| \| \| |
|  |                                                                  |
|  | Therizinosaurus                                                  |
|  |                                                                  |
|  | Erliansaurus                                                     |
|  |                                                                  |

|  | Therizinosaurus |
|  |                 |
|  | Erliansaurus    |
|  |                 |

|  | Neimongosaurus                                                   |
|  |                                                                  |
|  | \| \| Therizinosaurus \| \| \| \| \| \| Erliansaurus \| \| \| \| |
|  |                                                                  |
|  | Therizinosaurus                                                  |
|  |                                                                  |
|  | Erliansaurus                                                     |
|  |                                                                  |

|  | Therizinosaurus |
|  |                 |
|  | Erliansaurus    |
|  |                 |

|  | Segnosaurus |
|  |             |
|  | AMNH 6368   |
|  |             |

|  | Erlikosaurus                                                                 |
|  |                                                                              |
|  | \| \| "Nanshiungosaurus" \| \| \| \| \| \| Nothronychus graffami \| \| \| \| |
|  |                                                                              |
|  | "Nanshiungosaurus"                                                           |
|  |                                                                              |
|  | Nothronychus graffami                                                        |
|  |                                                                              |

|  | "Nanshiungosaurus"    |
|  |                       |
|  | Nothronychus graffami |
|  |                       |

|  | Erlikosaurus                                                                 |
|  |                                                                              |
|  | \| \| "Nanshiungosaurus" \| \| \| \| \| \| Nothronychus graffami \| \| \| \| |
|  |                                                                              |
|  | "Nanshiungosaurus"                                                           |
|  |                                                                              |
|  | Nothronychus graffami                                                        |
|  |                                                                              |

|  | "Nanshiungosaurus"    |
|  |                       |
|  | Nothronychus graffami |
|  |                       |

|  | Erlikosaurus                                                                 |
|  |                                                                              |
|  | \| \| "Nanshiungosaurus" \| \| \| \| \| \| Nothronychus graffami \| \| \| \| |
|  |                                                                              |
|  | "Nanshiungosaurus"                                                           |
|  |                                                                              |
|  | Nothronychus graffami                                                        |
|  |                                                                              |

|  | "Nanshiungosaurus"    |
|  |                       |
|  | Nothronychus graffami |
|  |                       |

|  | Erlikosaurus                                                                 |
|  |                                                                              |
|  | \| \| "Nanshiungosaurus" \| \| \| \| \| \| Nothronychus graffami \| \| \| \| |
|  |                                                                              |
|  | "Nanshiungosaurus"                                                           |
|  |                                                                              |
|  | Nothronychus graffami                                                        |
|  |                                                                              |

|  | "Nanshiungosaurus"    |
|  |                       |
|  | Nothronychus graffami |
|  |                       |

|  | Segnosaurus |
|  |             |
|  | AMNH 6368   |
|  |             |

|  | Erlikosaurus                                                                 |
|  |                                                                              |
|  | \| \| "Nanshiungosaurus" \| \| \| \| \| \| Nothronychus graffami \| \| \| \| |
|  |                                                                              |
|  | "Nanshiungosaurus"                                                           |
|  |                                                                              |
|  | Nothronychus graffami                                                        |
|  |                                                                              |

|  | "Nanshiungosaurus"    |
|  |                       |
|  | Nothronychus graffami |
|  |                       |

|  | Erlikosaurus                                                                 |
|  |                                                                              |
|  | \| \| "Nanshiungosaurus" \| \| \| \| \| \| Nothronychus graffami \| \| \| \| |
|  |                                                                              |
|  | "Nanshiungosaurus"                                                           |
|  |                                                                              |
|  | Nothronychus graffami                                                        |
|  |                                                                              |

|  | "Nanshiungosaurus"    |
|  |                       |
|  | Nothronychus graffami |
|  |                       |

|  | Erlikosaurus                                                                 |
|  |                                                                              |
|  | \| \| "Nanshiungosaurus" \| \| \| \| \| \| Nothronychus graffami \| \| \| \| |
|  |                                                                              |
|  | "Nanshiungosaurus"                                                           |
|  |                                                                              |
|  | Nothronychus graffami                                                        |
|  |                                                                              |

|  | "Nanshiungosaurus"    |
|  |                       |
|  | Nothronychus graffami |
|  |                       |

|  | Erlikosaurus                                                                 |
|  |                                                                              |
|  | \| \| "Nanshiungosaurus" \| \| \| \| \| \| Nothronychus graffami \| \| \| \| |
|  |                                                                              |
|  | "Nanshiungosaurus"                                                           |
|  |                                                                              |
|  | Nothronychus graffami                                                        |
|  |                                                                              |

|  | "Nanshiungosaurus"    |
|  |                       |
|  | Nothronychus graffami |
|  |                       |

|  | Segnosaurus |
|  |             |
|  | AMNH 6368   |
|  |             |

|  | Erlikosaurus                                                                 |
|  |                                                                              |
|  | \| \| "Nanshiungosaurus" \| \| \| \| \| \| Nothronychus graffami \| \| \| \| |
|  |                                                                              |
|  | "Nanshiungosaurus"                                                           |
|  |                                                                              |
|  | Nothronychus graffami                                                        |
|  |                                                                              |

|  | "Nanshiungosaurus"    |
|  |                       |
|  | Nothronychus graffami |
|  |                       |

|  | Erlikosaurus                                                                 |
|  |                                                                              |
|  | \| \| "Nanshiungosaurus" \| \| \| \| \| \| Nothronychus graffami \| \| \| \| |
|  |                                                                              |
|  | "Nanshiungosaurus"                                                           |
|  |                                                                              |
|  | Nothronychus graffami                                                        |
|  |                                                                              |

|  | "Nanshiungosaurus"    |
|  |                       |
|  | Nothronychus graffami |
|  |                       |

|  | Erlikosaurus                                                                 |
|  |                                                                              |
|  | \| \| "Nanshiungosaurus" \| \| \| \| \| \| Nothronychus graffami \| \| \| \| |
|  |                                                                              |
|  | "Nanshiungosaurus"                                                           |
|  |                                                                              |
|  | Nothronychus graffami                                                        |
|  |                                                                              |

|  | "Nanshiungosaurus"    |
|  |                       |
|  | Nothronychus graffami |
|  |                       |

|  | Erlikosaurus                                                                 |
|  |                                                                              |
|  | \| \| "Nanshiungosaurus" \| \| \| \| \| \| Nothronychus graffami \| \| \| \| |
|  |                                                                              |
|  | "Nanshiungosaurus"                                                           |
|  |                                                                              |
|  | Nothronychus graffami                                                        |
|  |                                                                              |

|  | "Nanshiungosaurus"    |
|  |                       |
|  | Nothronychus graffami |
|  |                       |

|  | Segnosaurus |
|  |             |
|  | AMNH 6368   |
|  |             |

|  | Erlikosaurus                                                                 |
|  |                                                                              |
|  | \| \| "Nanshiungosaurus" \| \| \| \| \| \| Nothronychus graffami \| \| \| \| |
|  |                                                                              |
|  | "Nanshiungosaurus"                                                           |
|  |                                                                              |
|  | Nothronychus graffami                                                        |
|  |                                                                              |

|  | "Nanshiungosaurus"    |
|  |                       |
|  | Nothronychus graffami |
|  |                       |

|  | Erlikosaurus                                                                 |
|  |                                                                              |
|  | \| \| "Nanshiungosaurus" \| \| \| \| \| \| Nothronychus graffami \| \| \| \| |
|  |                                                                              |
|  | "Nanshiungosaurus"                                                           |
|  |                                                                              |
|  | Nothronychus graffami                                                        |
|  |                                                                              |

|  | "Nanshiungosaurus"    |
|  |                       |
|  | Nothronychus graffami |
|  |                       |

|  | Erlikosaurus                                                                 |
|  |                                                                              |
|  | \| \| "Nanshiungosaurus" \| \| \| \| \| \| Nothronychus graffami \| \| \| \| |
|  |                                                                              |
|  | "Nanshiungosaurus"                                                           |
|  |                                                                              |
|  | Nothronychus graffami                                                        |
|  |                                                                              |

|  | "Nanshiungosaurus"    |
|  |                       |
|  | Nothronychus graffami |
|  |                       |

|  | Erlikosaurus                                                                 |
|  |                                                                              |
|  | \| \| "Nanshiungosaurus" \| \| \| \| \| \| Nothronychus graffami \| \| \| \| |
|  |                                                                              |
|  | "Nanshiungosaurus"                                                           |
|  |                                                                              |
|  | Nothronychus graffami                                                        |
|  |                                                                              |

|  | "Nanshiungosaurus"    |
|  |                       |
|  | Nothronychus graffami |
|  |                       |

|  | Segnosaurus |
|  |             |
|  | AMNH 6368   |
|  |             |

|  | Erlikosaurus                                                                 |
|  |                                                                              |
|  | \| \| "Nanshiungosaurus" \| \| \| \| \| \| Nothronychus graffami \| \| \| \| |
|  |                                                                              |
|  | "Nanshiungosaurus"                                                           |
|  |                                                                              |
|  | Nothronychus graffami                                                        |
|  |                                                                              |

|  | "Nanshiungosaurus"    |
|  |                       |
|  | Nothronychus graffami |
|  |                       |

|  | Erlikosaurus                                                                 |
|  |                                                                              |
|  | \| \| "Nanshiungosaurus" \| \| \| \| \| \| Nothronychus graffami \| \| \| \| |
|  |                                                                              |
|  | "Nanshiungosaurus"                                                           |
|  |                                                                              |
|  | Nothronychus graffami                                                        |
|  |                                                                              |

|  | "Nanshiungosaurus"    |
|  |                       |
|  | Nothronychus graffami |
|  |                       |

|  | Erlikosaurus                                                                 |
|  |                                                                              |
|  | \| \| "Nanshiungosaurus" \| \| \| \| \| \| Nothronychus graffami \| \| \| \| |
|  |                                                                              |
|  | "Nanshiungosaurus"                                                           |
|  |                                                                              |
|  | Nothronychus graffami                                                        |
|  |                                                                              |

|  | "Nanshiungosaurus"    |
|  |                       |
|  | Nothronychus graffami |
|  |                       |

|  | Erlikosaurus                                                                 |
|  |                                                                              |
|  | \| \| "Nanshiungosaurus" \| \| \| \| \| \| Nothronychus graffami \| \| \| \| |
|  |                                                                              |
|  | "Nanshiungosaurus"                                                           |
|  |                                                                              |
|  | Nothronychus graffami                                                        |
|  |                                                                              |

|  | "Nanshiungosaurus"    |
|  |                       |
|  | Nothronychus graffami |
|  |                       |

|  | Segnosaurus |
|  |             |
|  | AMNH 6368   |
|  |             |

|  | Erlikosaurus                                                                 |
|  |                                                                              |
|  | \| \| "Nanshiungosaurus" \| \| \| \| \| \| Nothronychus graffami \| \| \| \| |
|  |                                                                              |
|  | "Nanshiungosaurus"                                                           |
|  |                                                                              |
|  | Nothronychus graffami                                                        |
|  |                                                                              |

|  | "Nanshiungosaurus"    |
|  |                       |
|  | Nothronychus graffami |
|  |                       |

|  | Erlikosaurus                                                                 |
|  |                                                                              |
|  | \| \| "Nanshiungosaurus" \| \| \| \| \| \| Nothronychus graffami \| \| \| \| |
|  |                                                                              |
|  | "Nanshiungosaurus"                                                           |
|  |                                                                              |
|  | Nothronychus graffami                                                        |
|  |                                                                              |

|  | "Nanshiungosaurus"    |
|  |                       |
|  | Nothronychus graffami |
|  |                       |

|  | Erlikosaurus                                                                 |
|  |                                                                              |
|  | \| \| "Nanshiungosaurus" \| \| \| \| \| \| Nothronychus graffami \| \| \| \| |
|  |                                                                              |
|  | "Nanshiungosaurus"                                                           |
|  |                                                                              |
|  | Nothronychus graffami                                                        |
|  |                                                                              |

|  | "Nanshiungosaurus"    |
|  |                       |
|  | Nothronychus graffami |
|  |                       |

|  | Erlikosaurus                                                                 |
|  |                                                                              |
|  | \| \| "Nanshiungosaurus" \| \| \| \| \| \| Nothronychus graffami \| \| \| \| |
|  |                                                                              |
|  | "Nanshiungosaurus"                                                           |
|  |                                                                              |
|  | Nothronychus graffami                                                        |
|  |                                                                              |

|  | "Nanshiungosaurus"    |
|  |                       |
|  | Nothronychus graffami |
|  |                       |

|  | Segnosaurus |
|  |             |
|  | AMNH 6368   |
|  |             |

|  | Erlikosaurus                                                                 |
|  |                                                                              |
|  | \| \| "Nanshiungosaurus" \| \| \| \| \| \| Nothronychus graffami \| \| \| \| |
|  |                                                                              |
|  | "Nanshiungosaurus"                                                           |
|  |                                                                              |
|  | Nothronychus graffami                                                        |
|  |                                                                              |

|  | "Nanshiungosaurus"    |
|  |                       |
|  | Nothronychus graffami |
|  |                       |

|  | Erlikosaurus                                                                 |
|  |                                                                              |
|  | \| \| "Nanshiungosaurus" \| \| \| \| \| \| Nothronychus graffami \| \| \| \| |
|  |                                                                              |
|  | "Nanshiungosaurus"                                                           |
|  |                                                                              |
|  | Nothronychus graffami                                                        |
|  |                                                                              |

|  | "Nanshiungosaurus"    |
|  |                       |
|  | Nothronychus graffami |
|  |                       |

|  | Erlikosaurus                                                                 |
|  |                                                                              |
|  | \| \| "Nanshiungosaurus" \| \| \| \| \| \| Nothronychus graffami \| \| \| \| |
|  |                                                                              |
|  | "Nanshiungosaurus"                                                           |
|  |                                                                              |
|  | Nothronychus graffami                                                        |
|  |                                                                              |

|  | "Nanshiungosaurus"    |
|  |                       |
|  | Nothronychus graffami |
|  |                       |

|  | Erlikosaurus                                                                 |
|  |                                                                              |
|  | \| \| "Nanshiungosaurus" \| \| \| \| \| \| Nothronychus graffami \| \| \| \| |
|  |                                                                              |
|  | "Nanshiungosaurus"                                                           |
|  |                                                                              |
|  | Nothronychus graffami                                                        |
|  |                                                                              |

|  | "Nanshiungosaurus"    |
|  |                       |
|  | Nothronychus graffami |
|  |                       |

|  | Segnosaurus |
|  |             |
|  | AMNH 6368   |
|  |             |

|  | Erlikosaurus                                                                 |
|  |                                                                              |
|  | \| \| "Nanshiungosaurus" \| \| \| \| \| \| Nothronychus graffami \| \| \| \| |
|  |                                                                              |
|  | "Nanshiungosaurus"                                                           |
|  |                                                                              |
|  | Nothronychus graffami                                                        |
|  |                                                                              |

|  | "Nanshiungosaurus"    |
|  |                       |
|  | Nothronychus graffami |
|  |                       |

|  | Erlikosaurus                                                                 |
|  |                                                                              |
|  | \| \| "Nanshiungosaurus" \| \| \| \| \| \| Nothronychus graffami \| \| \| \| |
|  |                                                                              |
|  | "Nanshiungosaurus"                                                           |
|  |                                                                              |
|  | Nothronychus graffami                                                        |
|  |                                                                              |

|  | "Nanshiungosaurus"    |
|  |                       |
|  | Nothronychus graffami |
|  |                       |

|  | Erlikosaurus                                                                 |
|  |                                                                              |
|  | \| \| "Nanshiungosaurus" \| \| \| \| \| \| Nothronychus graffami \| \| \| \| |
|  |                                                                              |
|  | "Nanshiungosaurus"                                                           |
|  |                                                                              |
|  | Nothronychus graffami                                                        |
|  |                                                                              |

|  | "Nanshiungosaurus"    |
|  |                       |
|  | Nothronychus graffami |
|  |                       |

|  | Erlikosaurus                                                                 |
|  |                                                                              |
|  | \| \| "Nanshiungosaurus" \| \| \| \| \| \| Nothronychus graffami \| \| \| \| |
|  |                                                                              |
|  | "Nanshiungosaurus"                                                           |
|  |                                                                              |
|  | Nothronychus graffami                                                        |
|  |                                                                              |

|  | "Nanshiungosaurus"    |
|  |                       |
|  | Nothronychus graffami |
|  |                       |

|  | Neimongosaurus                                                   |
|  |                                                                  |
|  | \| \| Therizinosaurus \| \| \| \| \| \| Erliansaurus \| \| \| \| |
|  |                                                                  |
|  | Therizinosaurus                                                  |
|  |                                                                  |
|  | Erliansaurus                                                     |
|  |                                                                  |

|  | Therizinosaurus |
|  |                 |
|  | Erliansaurus    |
|  |                 |

|  | Neimongosaurus                                                   |
|  |                                                                  |
|  | \| \| Therizinosaurus \| \| \| \| \| \| Erliansaurus \| \| \| \| |
|  |                                                                  |
|  | Therizinosaurus                                                  |
|  |                                                                  |
|  | Erliansaurus                                                     |
|  |                                                                  |

|  | Therizinosaurus |
|  |                 |
|  | Erliansaurus    |
|  |                 |

|  | Segnosaurus |
|  |             |
|  | AMNH 6368   |
|  |             |

|  | Erlikosaurus                                                                 |
|  |                                                                              |
|  | \| \| "Nanshiungosaurus" \| \| \| \| \| \| Nothronychus graffami \| \| \| \| |
|  |                                                                              |
|  | "Nanshiungosaurus"                                                           |
|  |                                                                              |
|  | Nothronychus graffami                                                        |
|  |                                                                              |

|  | "Nanshiungosaurus"    |
|  |                       |
|  | Nothronychus graffami |
|  |                       |

|  | Erlikosaurus                                                                 |
|  |                                                                              |
|  | \| \| "Nanshiungosaurus" \| \| \| \| \| \| Nothronychus graffami \| \| \| \| |
|  |                                                                              |
|  | "Nanshiungosaurus"                                                           |
|  |                                                                              |
|  | Nothronychus graffami                                                        |
|  |                                                                              |

|  | "Nanshiungosaurus"    |
|  |                       |
|  | Nothronychus graffami |
|  |                       |

|  | Erlikosaurus                                                                 |
|  |                                                                              |
|  | \| \| "Nanshiungosaurus" \| \| \| \| \| \| Nothronychus graffami \| \| \| \| |
|  |                                                                              |
|  | "Nanshiungosaurus"                                                           |
|  |                                                                              |
|  | Nothronychus graffami                                                        |
|  |                                                                              |

|  | "Nanshiungosaurus"    |
|  |                       |
|  | Nothronychus graffami |
|  |                       |

|  | Erlikosaurus                                                                 |
|  |                                                                              |
|  | \| \| "Nanshiungosaurus" \| \| \| \| \| \| Nothronychus graffami \| \| \| \| |
|  |                                                                              |
|  | "Nanshiungosaurus"                                                           |
|  |                                                                              |
|  | Nothronychus graffami                                                        |
|  |                                                                              |

|  | "Nanshiungosaurus"    |
|  |                       |
|  | Nothronychus graffami |
|  |                       |

|  | Segnosaurus |
|  |             |
|  | AMNH 6368   |
|  |             |

|  | Erlikosaurus                                                                 |
|  |                                                                              |
|  | \| \| "Nanshiungosaurus" \| \| \| \| \| \| Nothronychus graffami \| \| \| \| |
|  |                                                                              |
|  | "Nanshiungosaurus"                                                           |
|  |                                                                              |
|  | Nothronychus graffami                                                        |
|  |                                                                              |

|  | "Nanshiungosaurus"    |
|  |                       |
|  | Nothronychus graffami |
|  |                       |

|  | Erlikosaurus                                                                 |
|  |                                                                              |
|  | \| \| "Nanshiungosaurus" \| \| \| \| \| \| Nothronychus graffami \| \| \| \| |
|  |                                                                              |
|  | "Nanshiungosaurus"                                                           |
|  |                                                                              |
|  | Nothronychus graffami                                                        |
|  |                                                                              |

|  | "Nanshiungosaurus"    |
|  |                       |
|  | Nothronychus graffami |
|  |                       |

|  | Erlikosaurus                                                                 |
|  |                                                                              |
|  | \| \| "Nanshiungosaurus" \| \| \| \| \| \| Nothronychus graffami \| \| \| \| |
|  |                                                                              |
|  | "Nanshiungosaurus"                                                           |
|  |                                                                              |
|  | Nothronychus graffami                                                        |
|  |                                                                              |

|  | "Nanshiungosaurus"    |
|  |                       |
|  | Nothronychus graffami |
|  |                       |

|  | Erlikosaurus                                                                 |
|  |                                                                              |
|  | \| \| "Nanshiungosaurus" \| \| \| \| \| \| Nothronychus graffami \| \| \| \| |
|  |                                                                              |
|  | "Nanshiungosaurus"                                                           |
|  |                                                                              |
|  | Nothronychus graffami                                                        |
|  |                                                                              |

|  | "Nanshiungosaurus"    |
|  |                       |
|  | Nothronychus graffami |
|  |                       |

|  | Segnosaurus |
|  |             |
|  | AMNH 6368   |
|  |             |

|  | Erlikosaurus                                                                 |
|  |                                                                              |
|  | \| \| "Nanshiungosaurus" \| \| \| \| \| \| Nothronychus graffami \| \| \| \| |
|  |                                                                              |
|  | "Nanshiungosaurus"                                                           |
|  |                                                                              |
|  | Nothronychus graffami                                                        |
|  |                                                                              |

|  | "Nanshiungosaurus"    |
|  |                       |
|  | Nothronychus graffami |
|  |                       |

|  | Erlikosaurus                                                                 |
|  |                                                                              |
|  | \| \| "Nanshiungosaurus" \| \| \| \| \| \| Nothronychus graffami \| \| \| \| |
|  |                                                                              |
|  | "Nanshiungosaurus"                                                           |
|  |                                                                              |
|  | Nothronychus graffami                                                        |
|  |                                                                              |

|  | "Nanshiungosaurus"    |
|  |                       |
|  | Nothronychus graffami |
|  |                       |

|  | Erlikosaurus                                                                 |
|  |                                                                              |
|  | \| \| "Nanshiungosaurus" \| \| \| \| \| \| Nothronychus graffami \| \| \| \| |
|  |                                                                              |
|  | "Nanshiungosaurus"                                                           |
|  |                                                                              |
|  | Nothronychus graffami                                                        |
|  |                                                                              |

|  | "Nanshiungosaurus"    |
|  |                       |
|  | Nothronychus graffami |
|  |                       |

|  | Erlikosaurus                                                                 |
|  |                                                                              |
|  | \| \| "Nanshiungosaurus" \| \| \| \| \| \| Nothronychus graffami \| \| \| \| |
|  |                                                                              |
|  | "Nanshiungosaurus"                                                           |
|  |                                                                              |
|  | Nothronychus graffami                                                        |
|  |                                                                              |

|  | "Nanshiungosaurus"    |
|  |                       |
|  | Nothronychus graffami |
|  |                       |

|  | Segnosaurus |
|  |             |
|  | AMNH 6368   |
|  |             |

|  | Erlikosaurus                                                                 |
|  |                                                                              |
|  | \| \| "Nanshiungosaurus" \| \| \| \| \| \| Nothronychus graffami \| \| \| \| |
|  |                                                                              |
|  | "Nanshiungosaurus"                                                           |
|  |                                                                              |
|  | Nothronychus graffami                                                        |
|  |                                                                              |

|  | "Nanshiungosaurus"    |
|  |                       |
|  | Nothronychus graffami |
|  |                       |

|  | Erlikosaurus                                                                 |
|  |                                                                              |
|  | \| \| "Nanshiungosaurus" \| \| \| \| \| \| Nothronychus graffami \| \| \| \| |
|  |                                                                              |
|  | "Nanshiungosaurus"                                                           |
|  |                                                                              |
|  | Nothronychus graffami                                                        |
|  |                                                                              |

|  | "Nanshiungosaurus"    |
|  |                       |
|  | Nothronychus graffami |
|  |                       |

|  | Erlikosaurus                                                                 |
|  |                                                                              |
|  | \| \| "Nanshiungosaurus" \| \| \| \| \| \| Nothronychus graffami \| \| \| \| |
|  |                                                                              |
|  | "Nanshiungosaurus"                                                           |
|  |                                                                              |
|  | Nothronychus graffami                                                        |
|  |                                                                              |

|  | "Nanshiungosaurus"    |
|  |                       |
|  | Nothronychus graffami |
|  |                       |

|  | Erlikosaurus                                                                 |
|  |                                                                              |
|  | \| \| "Nanshiungosaurus" \| \| \| \| \| \| Nothronychus graffami \| \| \| \| |
|  |                                                                              |
|  | "Nanshiungosaurus"                                                           |
|  |                                                                              |
|  | Nothronychus graffami                                                        |
|  |                                                                              |

|  | "Nanshiungosaurus"    |
|  |                       |
|  | Nothronychus graffami |
|  |                       |

|  | Segnosaurus |
|  |             |
|  | AMNH 6368   |
|  |             |

|  | Erlikosaurus                                                                 |
|  |                                                                              |
|  | \| \| "Nanshiungosaurus" \| \| \| \| \| \| Nothronychus graffami \| \| \| \| |
|  |                                                                              |
|  | "Nanshiungosaurus"                                                           |
|  |                                                                              |
|  | Nothronychus graffami                                                        |
|  |                                                                              |

|  | "Nanshiungosaurus"    |
|  |                       |
|  | Nothronychus graffami |
|  |                       |

|  | Erlikosaurus                                                                 |
|  |                                                                              |
|  | \| \| "Nanshiungosaurus" \| \| \| \| \| \| Nothronychus graffami \| \| \| \| |
|  |                                                                              |
|  | "Nanshiungosaurus"                                                           |
|  |                                                                              |
|  | Nothronychus graffami                                                        |
|  |                                                                              |

|  | "Nanshiungosaurus"    |
|  |                       |
|  | Nothronychus graffami |
|  |                       |

|  | Erlikosaurus                                                                 |
|  |                                                                              |
|  | \| \| "Nanshiungosaurus" \| \| \| \| \| \| Nothronychus graffami \| \| \| \| |
|  |                                                                              |
|  | "Nanshiungosaurus"                                                           |
|  |                                                                              |
|  | Nothronychus graffami                                                        |
|  |                                                                              |

|  | "Nanshiungosaurus"    |
|  |                       |
|  | Nothronychus graffami |
|  |                       |

|  | Erlikosaurus                                                                 |
|  |                                                                              |
|  | \| \| "Nanshiungosaurus" \| \| \| \| \| \| Nothronychus graffami \| \| \| \| |
|  |                                                                              |
|  | "Nanshiungosaurus"                                                           |
|  |                                                                              |
|  | Nothronychus graffami                                                        |
|  |                                                                              |

|  | "Nanshiungosaurus"    |
|  |                       |
|  | Nothronychus graffami |
|  |                       |

|  | Segnosaurus |
|  |             |
|  | AMNH 6368   |
|  |             |

|  | Erlikosaurus                                                                 |
|  |                                                                              |
|  | \| \| "Nanshiungosaurus" \| \| \| \| \| \| Nothronychus graffami \| \| \| \| |
|  |                                                                              |
|  | "Nanshiungosaurus"                                                           |
|  |                                                                              |
|  | Nothronychus graffami                                                        |
|  |                                                                              |

|  | "Nanshiungosaurus"    |
|  |                       |
|  | Nothronychus graffami |
|  |                       |

|  | Erlikosaurus                                                                 |
|  |                                                                              |
|  | \| \| "Nanshiungosaurus" \| \| \| \| \| \| Nothronychus graffami \| \| \| \| |
|  |                                                                              |
|  | "Nanshiungosaurus"                                                           |
|  |                                                                              |
|  | Nothronychus graffami                                                        |
|  |                                                                              |

|  | "Nanshiungosaurus"    |
|  |                       |
|  | Nothronychus graffami |
|  |                       |

|  | Erlikosaurus                                                                 |
|  |                                                                              |
|  | \| \| "Nanshiungosaurus" \| \| \| \| \| \| Nothronychus graffami \| \| \| \| |
|  |                                                                              |
|  | "Nanshiungosaurus"                                                           |
|  |                                                                              |
|  | Nothronychus graffami                                                        |
|  |                                                                              |

|  | "Nanshiungosaurus"    |
|  |                       |
|  | Nothronychus graffami |
|  |                       |

|  | Erlikosaurus                                                                 |
|  |                                                                              |
|  | \| \| "Nanshiungosaurus" \| \| \| \| \| \| Nothronychus graffami \| \| \| \| |
|  |                                                                              |
|  | "Nanshiungosaurus"                                                           |
|  |                                                                              |
|  | Nothronychus graffami                                                        |
|  |                                                                              |

|  | "Nanshiungosaurus"    |
|  |                       |
|  | Nothronychus graffami |
|  |                       |

|  | Segnosaurus |
|  |             |
|  | AMNH 6368   |
|  |             |

|  | Erlikosaurus                                                                 |
|  |                                                                              |
|  | \| \| "Nanshiungosaurus" \| \| \| \| \| \| Nothronychus graffami \| \| \| \| |
|  |                                                                              |
|  | "Nanshiungosaurus"                                                           |
|  |                                                                              |
|  | Nothronychus graffami                                                        |
|  |                                                                              |

|  | "Nanshiungosaurus"    |
|  |                       |
|  | Nothronychus graffami |
|  |                       |

|  | Erlikosaurus                                                                 |
|  |                                                                              |
|  | \| \| "Nanshiungosaurus" \| \| \| \| \| \| Nothronychus graffami \| \| \| \| |
|  |                                                                              |
|  | "Nanshiungosaurus"                                                           |
|  |                                                                              |
|  | Nothronychus graffami                                                        |
|  |                                                                              |

|  | "Nanshiungosaurus"    |
|  |                       |
|  | Nothronychus graffami |
|  |                       |

|  | Erlikosaurus                                                                 |
|  |                                                                              |
|  | \| \| "Nanshiungosaurus" \| \| \| \| \| \| Nothronychus graffami \| \| \| \| |
|  |                                                                              |
|  | "Nanshiungosaurus"                                                           |
|  |                                                                              |
|  | Nothronychus graffami                                                        |
|  |                                                                              |

|  | "Nanshiungosaurus"    |
|  |                       |
|  | Nothronychus graffami |
|  |                       |

|  | Erlikosaurus                                                                 |
|  |                                                                              |
|  | \| \| "Nanshiungosaurus" \| \| \| \| \| \| Nothronychus graffami \| \| \| \| |
|  |                                                                              |
|  | "Nanshiungosaurus"                                                           |
|  |                                                                              |
|  | Nothronychus graffami                                                        |
|  |                                                                              |

|  | "Nanshiungosaurus"    |
|  |                       |
|  | Nothronychus graffami |
|  |                       |

|  | Segnosaurus |
|  |             |
|  | AMNH 6368   |
|  |             |

|  | Erlikosaurus                                                                 |
|  |                                                                              |
|  | \| \| "Nanshiungosaurus" \| \| \| \| \| \| Nothronychus graffami \| \| \| \| |
|  |                                                                              |
|  | "Nanshiungosaurus"                                                           |
|  |                                                                              |
|  | Nothronychus graffami                                                        |
|  |                                                                              |

|  | "Nanshiungosaurus"    |
|  |                       |
|  | Nothronychus graffami |
|  |                       |

|  | Erlikosaurus                                                                 |
|  |                                                                              |
|  | \| \| "Nanshiungosaurus" \| \| \| \| \| \| Nothronychus graffami \| \| \| \| |
|  |                                                                              |
|  | "Nanshiungosaurus"                                                           |
|  |                                                                              |
|  | Nothronychus graffami                                                        |
|  |                                                                              |

|  | "Nanshiungosaurus"    |
|  |                       |
|  | Nothronychus graffami |
|  |                       |

|  | Erlikosaurus                                                                 |
|  |                                                                              |
|  | \| \| "Nanshiungosaurus" \| \| \| \| \| \| Nothronychus graffami \| \| \| \| |
|  |                                                                              |
|  | "Nanshiungosaurus"                                                           |
|  |                                                                              |
|  | Nothronychus graffami                                                        |
|  |                                                                              |

|  | "Nanshiungosaurus"    |
|  |                       |
|  | Nothronychus graffami |
|  |                       |

|  | Erlikosaurus                                                                 |
|  |                                                                              |
|  | \| \| "Nanshiungosaurus" \| \| \| \| \| \| Nothronychus graffami \| \| \| \| |
|  |                                                                              |
|  | "Nanshiungosaurus"                                                           |
|  |                                                                              |
|  | Nothronychus graffami                                                        |
|  |                                                                              |

|  | "Nanshiungosaurus"    |
|  |                       |
|  | Nothronychus graffami |
|  |                       |